# Пајонир (Охајо)
Пајонир (енгл. Pioneer) град је у америчкој савезној држави Охајо.

## Демографија
По попису из 2010. године број становника је 1.380, што је 80 (-5,5%) становника мање него 2000. године.
| Група             | 2000.         | 2010.         |
| Белци             | 1.405 (96,2%) | 1.282 (92,9%) |
| Афроамериканци    | 5 (0,3%)      | 11 (0,8%)     |
| Азијати           | 2 (0,1%)      | 1 (0,1%)      |
| Хиспаноамериканци | 29 (2,0%)     | 63 (4,6%)     |
| Укупно            | 1.460         | 1.380         |